# Move

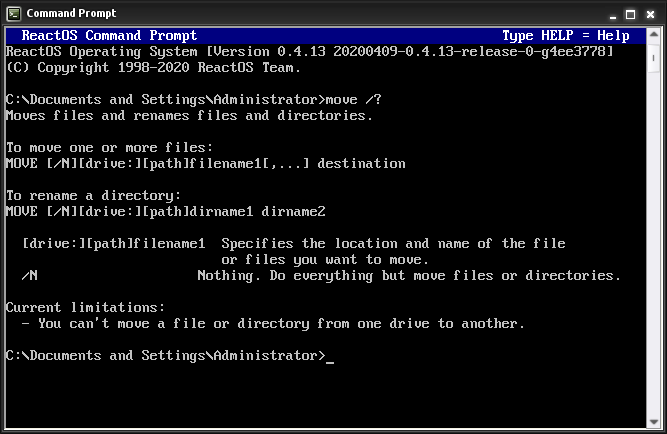
دستور move در ReactOS-0.4.13

move دستوری در سیستم عامل داس و خط فرمان ویندوز است که با استفاده از آن می‌توان یک یا چند پرونده یا پوشه را منتقل کرد یا نام آنها را عوض نمود. در هنگام استفاده از این دستور، پروندهٔ مبدا حذف می‌شود و نام پرونده یا پوشهٔ جدید می‌تواند هم‌زمان تغییر یابد.

## استفاده در خط فرمان
طرز استفادهٔ این دستور در خط فرمان ویندوز به این صورت است:
```
MOVE [/Y | /-Y] [drive:][path]filename1[,...] destination
MOVE [/Y | /-Y] [drive:][path]dirname1 dirname2
```

### سوئیچ‌ها
- /Y (از Yes): در صورتی که پرونده‌ای با این نام موجود باشد، از کاربر برای تائید رونویسی سؤال نمی‌کند و پروندهٔ جدید را رونویسی می‌کند.
- /-Y: به صورت پیش‌فرض، از کاربر برای رونویسی پرونده‌ای که از قبل موجود است تائید می‌خواهد.

### پارامترها
- [drive:][path]filename1: - مسیر پرونده یا پرونده‌های مبدا. هر پرونده از دیگری با یک «,» جدا می‌شود.
- destination - مقصد برای جابجایی پرونده.

## مثال
```
C:\>move /Y C:\Mynotes.txt C:\textfiles\Myoldnotes.txt
```

دستور بالا فایل متنی Mynotes.txt را که در ریشهٔ درایو C قرار دارد، به پوشهٔ textfiles (که باید از قبل موجود باشد) انتقال داده و نام آن را به Myoldnotes.txt تغییر می‌دهد. در صورت وجود پرونده‌ای با این نام، بدون تائید خواستن از کاربر آن را رونویسی می‌کند.